# Chrysso volcanensis
Chrysso volcanensis là một loài nhện trong họ Theridiidae.
Loài này thuộc chi Chrysso. Chrysso volcanensis được Herbert Walter Levi miêu tả năm 1962.